# Джапанди
Джапанди (Japandi) е минималистичен стил в интериорния дизайн, който е съчетание на японските и скандинавските течения в дизайна. Стилът се появява през втората половина на 2010 г., но развива значително по-голяма популярност в края на 2020 година. Името е своеобразна комбинация от „японски“ и „сканди“ .
Отличителната черта на Japandi е умелото съчетание на скандинавската концепция „hygge“, за създаване на уют и усещане за домашен уют, и японската философия „wabi sabi“, чиято цел е да търси красотата в недостатъците. Стемежът в Japandi стила е да бъдат използвани малко детайли, но точно такива, каквито ще са едновременно оригинални и практични, но и постигащи уютна атмосфера и усещане за дом.
Естествените материали като дърво, керамика, лен и бамбук са присъщи и дори задължителни за този интериорен стил. Мебелите обикновено са семпло проектирани и се стремят към функционалност, като типично за Japandi е комбинацията от много ниски с много високи мебели и аксесоари, които обикновено е добре да бъдат с изчистени линии.
Цветовата гама е съставена от неутрални тонове, често в бяло, сиво, зелено, синьо или охра, но съществуват и вариации, които са смесица от светли земни тонове, характерни за скандинавския интериорен дизайн и наситени цветове от японския стил.
|  | Тази страница частично или изцяло представлява превод на страницата Japandi в Уикипедия на шведски. Оригиналният текст, както и този превод, са защитени от Лиценза „Криейтив Комънс – Признание – Споделяне на споделеното“, а за съдържание, създадено преди юни 2009 година – от Лиценза за свободна документация на ГНУ. Прегледайте историята на редакциите на оригиналната страница, както и на преводната страница, за да видите списъка на съавторите. ВАЖНО: Този шаблон се отнася единствено до авторските права върху съдържанието на статията. Добавянето му не отменя изискването да се посочват конкретни източници на твърденията, които да бъдат благонадеждни. |